# 瀬戸口烈司
瀬戸口 烈司（せとぐち たけし、1942年5月22日 - ）は、日本の古生物学者。京都大学名誉教授。京都府出身。

## 人物
1942年、京都府生まれ。1967年京都大学理学部地質学鉱物学科卒業、1976年京都大学霊長類研究所助手、1977年テキサス工科大学PhD、1993年京都大学大学院理学研究科教授（地球惑星科学専攻地質学鉱物学分野）、2006年3月京都大学大学院理学研究科教授（地球惑星科学専攻地球生物圏史講座）定年退職、2006年京都大学名誉教授。京都大学総合博物館第2代館長。

## 著書
- 『人が歩んだ500万年の歴史』全4巻 木村しゅうじ 絵. 岩波書店, 1995
- 『「人類の起原」大論争』講談社選書メチエ 1995
- 有袋類の道 : アジア起源に浮かぶ点と線, 新樹社, (2006), ISBN 4-7875-8549-5

### 共著・監修
- 『古生物の進化 (古生物の科学 4) 小澤智生, 速水格 共編. 朝倉書店, 2004
- 『生物進化101の謎』監修. 河出書房新社, 2007

### 翻訳
- ロバート・T・バッカー『恐竜異説』平凡社, 1989.1
- ロバート・サベージ 著, マイケル・ロング 図,『図説哺乳類の進化』テラハウス, 1991
- ピーター・ダグラス・ウォード『メトセラの軌跡 生きた化石と大量絶滅』大野照文, 原田憲一共訳 青土社, 1993
- ビョルン・クルテン『霊長類ヒト科のルーツ』瀬戸口美恵子共訳. 青土社, 1995
- マーク・A.ノレル  ロウエル ディンガス, ユージン・S. ギャフニー『恐竜の博物館』瀬戸口美恵子共訳. 青土社, 1996
- マイケル・ノヴァチェック『ゴビ砂漠の恐竜たち』瀬戸口美恵子共訳. 青土社, 1997
- ニール・クラーク, ウィリアム・リンゼー『恐竜』 (ポケットペディア) 監修. 紀伊國屋書店, 1997
- デイヴィッド・B.ワイシャンペル, ルーサー・ヤング『アメリカ東海岸の恐竜たち』瀬戸口美恵子共訳. 青土社, 1998
- クリス・マクゴーワン『チキンの骨で恐竜を作ってみよう』瀬戸口美恵子共訳. 青土社, 1998
- デイヴィッド・E.ファストフスキー, デイヴィッド・B.ワイシャンペル『恐竜の進化と絶滅』瀬戸口美恵子共訳. 青土社, 2001
- クレイグ・B.スタンフォード『狩りをするサル 肉食行動からヒト化を考える』瀬戸口美恵子共訳. 青土社, 2001
- ジェームズ・ローレンス・パウエル『白亜紀に夜がくる 恐竜の絶滅と現代地質学』寺嶋英志共訳. 青土社, 2001
- ジェームス・F.ルール 総編集『地球大図鑑』日本語版総監修. ネコ・パブリッシング, 2005
- マイケル・ノヴァチェック『化石はタイム・マシーン 恐竜と古生物をもとめて』瀬戸口美恵子共訳. 青土社, 2005
- ロバート・R.コンラーズ『岩石・化石 (ダイナミック地球図鑑) 瀬戸口美恵子共訳. 新樹社, 2007
- ジョン・ロング『恐竜 (Insidersビジュアル博物館) 監修, 瀬戸口美惠子訳. 昭文社, 2008
- ジョン・セイデンスティッカー, スーザン・ランプキン『猛獣と捕食者 (Insidersビジュアル博物館) 監修, 瀬戸口美惠子 訳. 昭文社, 2008

## 論文
- 国立情報学研究所収録論文 国立情報学研究所

## 関連人物
- 茂原信生: 医歯薬出版「歯の比較解剖学」の共同著者[5]。